# Phạt tù
Phạt tù/ bỏ tù/ tống giam/ giam giữ/ giam cầm (từ imprison, qua Pháp emprisonner, ban đầu từ tiếng Latin prensio, bắt giữ, từ prehendere, prendere, "để tịch thu") trong pháp luật là tình trạng cụ thể bị tống giam hoặc giam cầm trong một môi trường thể chế như nhà tù. Hệ thống Tư pháp liên bang Hoa Kỳ, bao gồm cả Tòa án Tối cao Hoa Kỳ, đã công nhận rằng khoảng thời gian tối thiểu trong bản án không xác định mà thực sự được áp dụng bởi một tòa án của pháp luật là thời hạn chính thức của nhà tù. Nói cách khác, bất kỳ "thời gian đường phố" nào (tức là quản chế, tạm tha hoặc phóng thích có giám sát) đã được tòa án ra lệnh là một phần của hình phạt của bị cáo không cấu thành hình phạt tù.
Phạt tù trong các bối cảnh khác là sự hạn chế quyền tự do của một người, vì bất kỳ nguyên nhân nào, cho dù là bởi chính quyền của chính phủ, hoặc bởi một người hành động mà không có thẩm quyền đó. Trường hợp thứ hai cấu thành "phạt tù sai". Phạt tù không nhất thiết là nơi giam cầm nhưng có thể được thực hiện bằng bất kỳ việc sử dụng hoặc phô trương vũ lực, hợp pháp hoặc bất hợp pháp. Mọi người trở thành tù nhân, bất cứ nơi nào họ có thể, chỉ bằng lời nói hoặc sự đụng chạm của một sĩ quan được ủy quyền hợp lệ hướng đến kết thúc đó.
Đôi khi sự mất cân bằng giới tính xảy ra trong tỷ lệ bỏ tù, với việc tống giam nam giới có tỷ lệ cao hơn so với việc giam giữ nữ giới. Các dân tộc thiểu số cũng có thể đóng góp số lượng không tương xứng cho dân số nhà tù.